# Inside Betty Carter
Inside Betty Carter — студийный альбом американской певицы Бетти Картер. Содержит первую запись фирменной песни Картер «Open the Door». Первоначально был выпущен в 1964 году на лейбле United Artists с восемью треками, а в 1993 году был переиздан Capitol Records ещё семью ранее не издававшимися треками с сессии записи 1965 года, в которой участвовал Кенни Беррелл на гитаре.
Картер сказала в 1979 году, что Inside Betty Carter — один из двух её любимых альбомов.

## Отзывы и признание
| Оценки критиков                            | Оценки критиков |
| Источник                                   | Оценка          |
| ------------------------------------------ | --------------- |
| AllMusic                                   | [ 3 ]           |
| Billboard                                  | [ 4 ]           |
| Encyclopedia of Popular Music              | [ 5 ]           |
| MusicHound Jazz: The Essential Album Guide | [ 6 ]           |
| The Penguin Guide to Jazz                  | [ 7 ]           |
| The Rolling Stone Jazz & Blues Album Guide | [ 8 ]           |

Скотт Яноу из AllMusic, дал альбому две с половиной звезды из пяти. Яноу прокомментировал, что «Эти записи можно считать заключительными в ранний период творчества Бетти Картер, поскольку ко времени её следующего появления на пластинке … певица была гораздо более предприимчивой в своих импровизациях… Настоятельно рекомендуется поклонникам Бетти Картер и тем слушателям, которые находят её более поздние работы несколько отталкивающими».
В журнале Ebony описали переиздание альбома 1973 года как «…не что иное, как демонстрация силы в искусстве джазовой певицы … чувствительность её исполнения просто потрясает. Необычно высокое качество этого альбома заставляет задаться вопросом, почему больше её записей нет на рынке».

## Список композиций
1. «This Is Always» (Мак Гордон, Гарри Уоррен) — 3:10
2. «Look No Further» (Ричард Роджерс) — 1:55
3. «Beware My Heart» (Сэм Кослоу) — 5:07
4. «My Favorite Things» (Ричард Роджерс, Оскар Хаммерстайн II) — 1:35
5. «Some Other Time» (Сэмми Кан, Джул Стайн) — 3:46
6. «Open the Door» (Бетти Картер) — 3:11
7. «Spring Can Really Hang You up the Most» (Фрэн Лэндесман, Томми Вольф) — 5:15
8. «Something Big» (Ричард Адлер) — 1:58

Бонус-треки японского переиздания 1993 года
1. «New England» — 2:55
2. «The Moon is Low» (Артур Фрид, Насио Херб Браун) — 2:00
3. «Once in Your Life» — 2:54
4. «It’s a Big Wide Wonderful World» (Джон Рокс) — 1:48
5. «There Is No Greater Love» (Марти Саймс, Ишем Джонс) — 3:46
6. «You’re a Sweetheart» (Джимми Макхью, Гарольд Адамсон) — 4:02
7. «Isn’t it Romantic?» (Ричард Роджерс, Лоренц Харт) — 1:44

## Участники записи
Сессия, прошедшая в апреле 1964 года в Sound Makers, Нью-Йорк:
- Бетти Картер — вокал
- Гарольд Маберн — фортепиано
- Боб Крэншоу — бас
- Рой Маккерди — барабаны

Сессия, прошедшая 4 марта и 26 мая 1965 года в Regent Sound, Нью-Йорк:
- Бетти Картер — вокал
- Кенни Беррелл — гитара
- фортепиано, бас, барабаны — неизвестно

Все данные взяты из примечаний к альбому.